# Veleliby (stacja kolejowa)
Veleliby – stacja kolejowa w miejscowości Veleliby, w kraju środkowoczeskim, w Czechach. Znajduje się na wysokości 195 m n.p.m..
Jest zarządzana przez Správę železnic. Na stacji istnieje możliwość zakupu biletów i rezerwacji miejsc. 

## Linie kolejowe
- 061 Nymburk - Jičín
- 071 Nymburk - Mladá Boleslav